# Craniophora
Craniophora är ett släkte av fjärilar som beskrevs av Pieter Cornelius Tobias Snellen 1867. Craniophora ingår i familjen nattflyn. I Sverige representeras släktet endast av arten ligusterfly (Craniophora ligustri).

## Bildgalleri

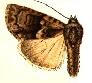

## Dottertaxa tillCraniophora, i alfabetisk ordning[1][2]
- Craniophora adelphica
- Craniophora albonigra
- Craniophora albosignata
- Craniophora carbolucana
- Craniophora coronula
- Craniophora divisa
- Craniophora effusior
- Craniophora fasciata
- Craniophora gigantea
- Craniophora hemileuca
- Craniophora illuminata
- Craniophora inquieta
- Craniophora inversa
- Craniophora jactans
- Craniophora jankowskii
- Craniophora kalgana
- Craniophora ligustri
- Craniophora limbata
- Craniophora litterata
- Craniophora luteipennis
- Craniophora melanisans
- Craniophora navasi
- Craniophora nigra
- Craniophora nigrostriata
- Craniophora obscura
- Craniophora oda
- Craniophora olivacea
- Craniophora pacifica
- Craniophora paragrapha
- Craniophora picata
- Craniophora pontica
- Craniophora praeclara
- Craniophora prodigiosa
- Craniophora roseoradiata
- Craniophora simillima
- Craniophora sundevalli
- Craniophora taipaishana
- Craniophora tigniumbra
- Craniophora transversa
- Craniophora troni
- Craniophora viburni